# Tritlenek diwodoru
Tritlenek diwodoru (trioksydan), H2O3 – nietrwały nieorganiczny związek chemiczny.
Tritlenek diwodoru można otrzymać w niewielkich ilościach w reakcji nadtlenku wodoru z ozonem w rozpuszczalnikach organicznych (aceton lub tetrahydrofuran) w temperaturze −78 °C.
Łatwo rozkłada się tworząc wodę i tlen singletowy:
H2O3 → H2O + O2
W rozpuszczalnikach w temperaturze 20 °C okres półtrwania wynosi około 16±2 minuty, natomiast w wodzie wynosi około 20 milisekund.
Roztwory tritlenku wodoru o wysokiej czystości w eterze dietylowym można przechowywać w temperaturze –20 °C przez tygodnie.